# Núi Đôi (thơ)
Núi Đôi là là một bài thơ sáng tác bởi nhà thơ Vũ Cao, được sáng tác năm 1956, dựa trên một câu chuyện có thật về nữ du kích, anh hùng liệt sỹ Trần Thị Bắc,  người đã hi sinh trong kháng chiến chống Pháp ở quê nhà, xóm Chùa, thôn Xuân Đoài, xã Phù Linh, huyện Sóc Sơn, Hà Nội. Bài thơ được nhà thơ Vũ Cao sáng tác dù chưa từng gặp người nguyên mẫu của câu chuyện mà chỉ qua lời kể của người dân khi ông công tác ở Sư đoàn 312. Năm 2007, bài thơ được bình chọn vào danh sách 100 bài thơ Việt Nam hay nhất thế kỷ 20 do Trung tâm văn hóa doanh nhân và Nhà xuất bản Giáo Dục phối hợp tổ chức.

## Hoàn cảnh và câu chuyện
Bài thơ được nhà thơ Vũ Cao sáng tác vào năm 1956, khi ông có dịp đóng quân ở Sóc Sơn (lúc đó ông công tác ở Sư đoàn 312) và được nghe về câu chuyện tình của liệt sỹ Trần Thị Bắc và anh bộ đội Trịnh Khanh ở xã Phù Linh. Trong bài thơ, hai người mới chỉ yêu nhau và hẹn ước với nhau chờ ngày hòa bình, nhưng Vũ Cao không biết rằng họ đã làm đám cưới ở vùng tự do trước khi Trần Thị Bắc hi sinh.
Bài thơ kể về chuyện tình (anh Trịnh Khanh và chị Trần Thị Bắc), là hai người ở làng Xuân Dục bên cạnh Núi Đôi đã có ước hẹn với nhau. Kháng chiến chống Pháp bùng nổ, anh Khanh vào bộ đội và theo đơn vị lên chiến đấu ở chiến trường Đông Bắc, còn chị Khanh ở lại quê nhà, tham gia chiến tranh du kích. Khi anh bộ đội, Trịnh Khanh, trở lại quê nhà vào ngày hòa bình lập lại, anh được tin người yêu mình, chị Bắc đã hi sinh trong đêm bộ đội bao vây đồn Thứa của Pháp. Chị Bắc đã hi sinh dưới gốc thông trên Núi Đôi. Trong những năm chị Bắc là du kích chống Pháp, dân làng không hiểu sao chị không lấy chồng (vì chị đã có hẹn ước với anh Khanh).
Trên thực tế, chị Bắc và anh Khanh, đã gặp nhau năm 1950 khi chị được cử đi học lớp y tá và gặp anh Trịnh Khanh. Họ đã làm đám cưới năm 1953 và sau ngày cưới 2 ngày, họ chia tay nhau để chị trở về quê làm nhiệm vụ. Năm 1954 (tháng 3), chị Bắc hi sinh khi đưa đoàn cán bộ qua địa bàn và bị rơi vào ổ phục kích của quân Pháp.  Vì đám cưới của họ diễn ra bí mật nên Vũ Cao không được nghe chuyện họ đã làm đám cưới, và bài thơ của ông chỉ mô tả chuyện họ đã hẹn ước với nhau mà chưa kịp làm đám cưới.

## Nội dung
Bảy năm về trước, em mười bảy
Anh mới đôi mươi, trẻ nhất làng
Xuân Dục, Đoài Đông hai cánh lúa
Bữa thì em tới, bữa anh sang.

Lối ta đi giữa hai sườn núi
Đôi ngọn nên làng gọi núi Đôi.
Em vẫn đùa anh: Sao khéo thế
Núi chồng núi vợ đứng song đôi!

Bỗng cuối mùa chiêm quân giặc tới
Ngõ chùa cháy đỏ những thân cau.
Mới ngỏ lời thôi, đành lỗi hẹn
Đâu ngờ từ đó bặt tin nhau.

Anh vào bộ đội, lên Đông Bắc
Chiến đấu quên mình năm lại năm
Mấy bận dân công về lại hỏi
Ai người Xuân Dục núi Đôi chăng?

Anh nghĩ, quê ta giặc chiếm rồi
Trăm nghìn căm uất bao giờ nguôi
Mỗi tin súng nổ vùng đai địch
Sương trắng người đi lại nhớ người.

Đồng đội có nhau thường nhắc nhở
Trung du làng nước vẫn chờ trông
Núi Đôi bốt dựng kề ba xóm
Em vẫn đi về những bến sông?

Náo nức bao nhiêu ngày trở lại
Lệnh trên ngừng bắn, anh về xuôi
Hành quân qua tắt đường sang huyện
Anh ghé thăm nhà, thăm núi Đôi.

Mới tới đầu ao, tin sét đánh
Giặc giết em rồi, dưới gốc thông
Giữa đêm bộ đội vây đồn Thứa
Em sống trung thành, chết thuỷ chung!

Anh ngước nhìn lên hai dốc núi
Hàng thông, bờ có, con đường quen.
Nắng lụi bỗng dưng mờ bóng khói
Núi vẫn đôi mà anh mất em!

Dân chợ Phù Linh ai cũng bảo:
Em còn trẻ lắm, nhất làng trong!
Mấy năm cô ấy làm du kích
Không hiểu vì sao chẳng lấy chồng?

Từ núi qua thôn, đường nghẽn lối
Xuân Dục, Đoài Đông cỏ ngút dày
Sân biến thành ao, nhà đổ chái
Ngổn ngang bờ bụi cánh dơi bay.

Cha mẹ dìu nhau về nhận đất
Tóc bạc thương từ mỗi gốc cau
Nứa gianh nửa mái lều che tạm
Sương nắng khuây dần chuyện xót đau.

Anh nghe có tiếng người qua chợ:
Ta gắng, mùa sau lúa sẽ nhiều
Ruộng thấm mồ hôi từng nhát cuốc
Làng ta rồi đẹp biết bao nhiêu!

Nhưng núi còn kia, anh vẫn nhớ
Oán thù còn đó, anh còn đây.
Ở đâu cô gái làng Xuân Dục
Đã trọn niềm tin gửi đất này!

Ai viết tên em thành liệt sĩ
Bên những hàng bia trắng giữa đồng
Nhớ nhau, anh gọi: em, đồng chí
Một tấm lòng trong vạn tấm lòng.

Anh đi bộ đội, sao trên mũ
Mãi mãi là sao sáng dẫn đường.
Em sẽ là hoa trên đỉnh núi
Bốn mùa thơm mãi cánh hoa thơm.